# Cybianthus multiflorus
Cybianthus multiflorus là một loài thực vật có hoa trong họ Anh thảo. Loài này được (A.C.Sm.) G.Agostini mô tả khoa học đầu tiên năm 1980.